# Cratere Melkart
Melkart è un cratere sulla superficie di Ganimede.